# هلیسایکل
هلیسایکل (به انگلیسی: Eagle Helicycle) یک بالگرد بسیار سبُک تک‌سرنشین آمریکایی ساخت شرکت ایگل اس‌انددی است که در مسیلا، نیومکزیکو بصورت کیت سی‌کی‌دی ارائه می‌شود. هلیسایکل توسط آقای بی‌جی شرام بنیانگذار شرکت روتوروِی طراحی شده‌است. حس کنترل و هدایت این بالگرد شباهت زیادی به رابینسون آر-۲۲ دارد.

## سرهم‌سازی
قصد مهندس شرام از طراحی هلیسایکل این بود که بالگردی حقیقی بصورت کیت سی‌کی‌دی و قابل اعتماد و با کارایی بالا ساخته شود تا در ایالات متحده آمریکا با قیمت یک خودروی شاسی‌بلند در اختیار مصرف‌کنندگان قرار بگیرد. نیازها به گونه‌ای برآورده شدند که خریداران بدون اینکه نیازی به دانش و مهارت فنی داشته باشند، این بالگرد را مونتاژ و سرهم کنند. طراحی به گونه‌ای انجام شد که مسائل مربوط به سرهم‌سازی این محصول تنها به سوراخ کردن با دریل، خم کردن صفحات فلزی و میله‌ها، نصب قفل‌ها، سیم‌کشی و کارهای ساده فنی از این دست محدود بشود و خریداران نیازی به جوشکاری یا کارهای فنی تخصصی نداشته باشند. کیت در چند بخش ارائه می‌شود که شامل: موتور، بدنه و اسکید، گیربکس، مجموعه ملخ اصلی، مجموعه ملخ دُم، کنترلرها و اتصالات، کابین، سامانه‌های الکترونیکی و سامانه‌های مربوط به سوخت است. روش سرهم کردن این بالگرد بر روی سی‌دی، دی‌وی‌دی، دفترک و فهرست بررسی به مشتریان ارائه می‌شود.

## مشخصات
منبع اطلاعات Eagle R&D
مشخصات عمومی
- خدمه: one
- طول: 20 ft 10 in (6.35 m)
- قطر پروانه بالگرد: 19 ft 10 in (6.05 m)
- ارتفاع: 7 ft 4 in (2.23 m)
- دیسک: مساحت 308 ft² (28.6 m²)
- وزن خالی: 500 lb (227 kg)
- بار مفید: 351 lb (159 kg)
- بیشینه وزن برخاست: 850 lb (386 kg)
- پیشرانه هواگرد: ۱× Solar T62-T32 turboshaft, 150 shp (112 kW)  هرکدام

 عملکرد 
- سرعت بیشینه: 96 knots (110 mph, 177 km/h)
- سرعت پیمایش: 83 knots (95 mph, 153 km/h)
- برد: 140 nm (160 mi, 257 km)
- سقف پروازی: 11,000 ft (3353 m)
- نرخ اوج‌گیری: 900 ft/min (4.6 m/s)